# Cubozoa
Cubozoa Werner, 1973 (da “kubos-zoon” cioè cubo-animale) è una classe di Cnidaria, un tempo inclusa fra gli Scyphozoa, caratterizzata da una fase medusoide con l'ombrella di forma cubica. Sono anche chiamate cubomeduse.
I cubozoi raggruppano una ventina di specie marine e sono quindi considerati una classe di piccole dimensioni. Ciò malgrado, hanno caratteristiche uniche che le rendono particolarmente interessanti, come degli organi visivi complessi, comportamenti riproduttivi peculiari ed una tossicità molto elevata.

## Caratteristiche

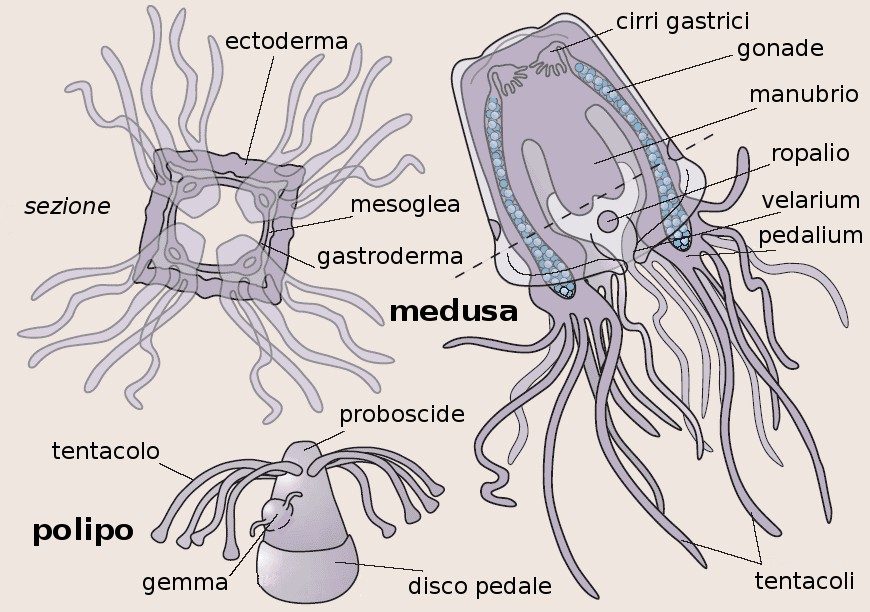
Elementi strutturali di una cubozoa: adulto (fronte e sezione) e polipo.

Alcune specie comprendono una ventina di specie marine predatrici con nematocisti potenti e spesso molto pericolose per l'uomo.
La fase medusoide è predominante e possiede una campana a sezione quadrangolare o piramidale. Un tentacolo, o un gruppo di tentacoli, si trova a ciascun angolo del quadrato formato dall'ombrella; alla base di ciascun tentacolo si trova una dura lamina appiattita chiamata pedalium. Ogni tentacolo è coperto da circa 500 000 cnidociti, i quali contengono le nematocisti, organi urticanti a forma di arpione che iniettano una biotossina alle vittime. I ropali sono strutture sensoriali in numero di quattro, a metà di ciascun lato poco al di sopra del margine, e comprendono, oltre alla statocisti, organi fotorecettori molto sviluppati e dotati di lente biconvessa. I ropali sono disposti in una nicchia alla base della campana ed hanno la possibilità di guardare sia all'interno del corpo della medusa, che all'esterno. L'interpretazione dei segnali sensoriali è delegata ad una rete neurale, dato che i celenterati non dispongono di un cervello.

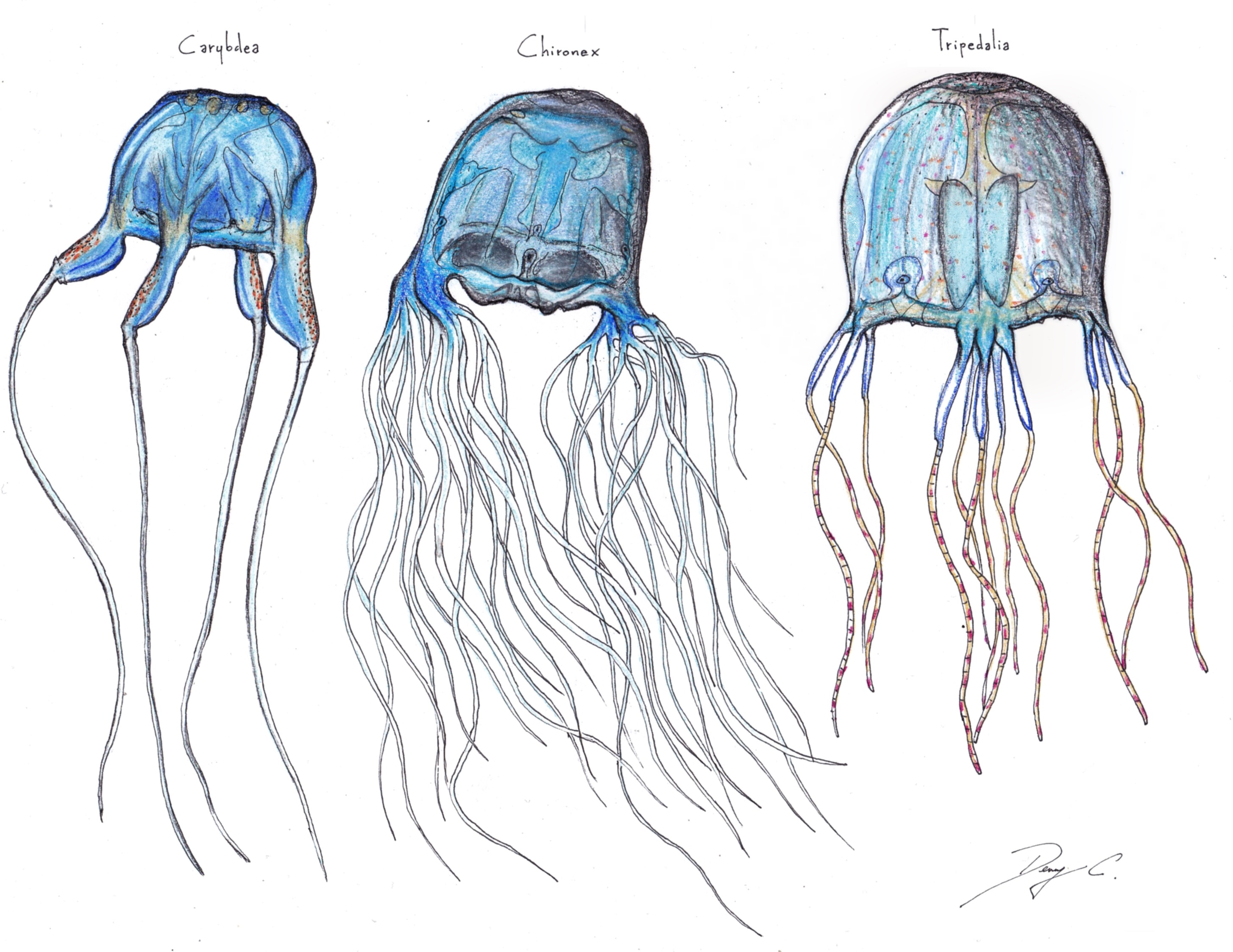
Illustrazione comparata di tre tipici bauplan medusoidi di cubozoi

Come gli altri cnidari, i cubozoi sono composti da due strati di cellule: l'ectoderma e l'endoderma, con un tessuto centrale chiamato mesoglea, costituito essenzialmente da acqua e da cellule provenienti dagli altri due tessuti, che fornisce la galleggiabilità alla medusa. La cavità stomacale è divisa in setti e si estende fino ai tentacoli attraverso dei canali che passano lungo i pedalia. Il margine dell'ombrella non è dentellato e la subombrella si ripiega all'interno a formare un velarium, che aumenta l'efficienza del nuoto. Le cubomeduse sono infatti nuotatrici attive e predatrici voraci, le cui prede principali sono i pesci.
Lo stadio polipoide (detto cubopolipo) è ridotto e presenta cnidociti solo sulle estremità dei tentacoli, contrariamente a tutti gli altri polipi noti degli cnidari (di solito, ogni tentacolo termina con una sola grossa cellula urticante). La morfologia del polipo è totalmente simmetrica e, una volta avvenuta la metamorfosi in medusa, non ne rimangono tracce; queste due caratteristiche hanno spinto Werner a promuovere l'ordine delle Cubomedusae nella classe Cubozoa. I cubopolipi hanno inoltre un singolo anello di nematocisti all'estremità di ogni singolo tentacolo.
Queste meduse cacciano attivamente le loro prede: non vanno alla deriva, trascinati dalla corrente e dalle onde, come altri ordini di meduse. I cubozoi sono capaci di raggiungere velocità di 1,5 a 2 metri al secondo, circa 4 nodi (7.4 km/h). Il veleno delle cubomeduse è differente da quello dei scifozoi ed è usato per cacciare le prede o per difendersi dai predatori, anche se le tartarughe marine che si nutrono di queste meduse non sembrano sensibili al veleno.

## Riproduzione
La medusa è dioica e larvipara, cioè gli individui di sesso femminile mantengono l'uovo fecondato in apposite tasche finché non ne esce una larva planula, che formerà a sua volta un polipo primario che si fisserà su un substrato solido grazie al disco pedale. Le cubomeduse non subiscono strobilazione, come le scifomeduse: il cubopolipo si moltiplica per gemmazione laterale, generando un polipo secondario che, dopo qualche mese di fase polipoide, passa attraverso vari stadi finché non metamorfosa completamente trasformandosi in una medusa che si accresce senza fasi intermedie.
I cubopolipi hanno una forma semplice, simmetrica, con una bocca circondata da 24 tentacoli e sono alquanto diversi dai polipi degli scifozoi, il che suggerisce che cubozoi e scifozoi abbiano origini filogenetiche separate.
Alcune specie di meduse si riuniscono in gruppi numerosi per la riproduzione, la quale sembra avvenire una volta all'anno.
Nel caso della Copula sivickisi, il rituale di accoppiamento è complesso: il maschio si aggrappa ad un tentacolo della femmina e le si avvicina, prima di produrre uno spermatoforo, un agglomerato di sperma, che passa direttamente alla femmina. Dopo che il maschio si è separato, la femmina usa tre dei suoi tentacoli per spingere lo spermatoforo lungo il manubrio per fertilizzare le uova presenti nell'ombrella.

## Pericolosità
Le cubomeduse, dette anche "vespe di mare", sono un ordine di Cnidari, e sono considerate le più pericolose per l'uomo, in quanto il loro veleno può fermare il cuore in poco tempo. Le specie più pericolose vivono soprattutto nei mari australiani e il suo veleno è utile per la caccia al punto che trovare un pasto per lei è piuttosto semplice.

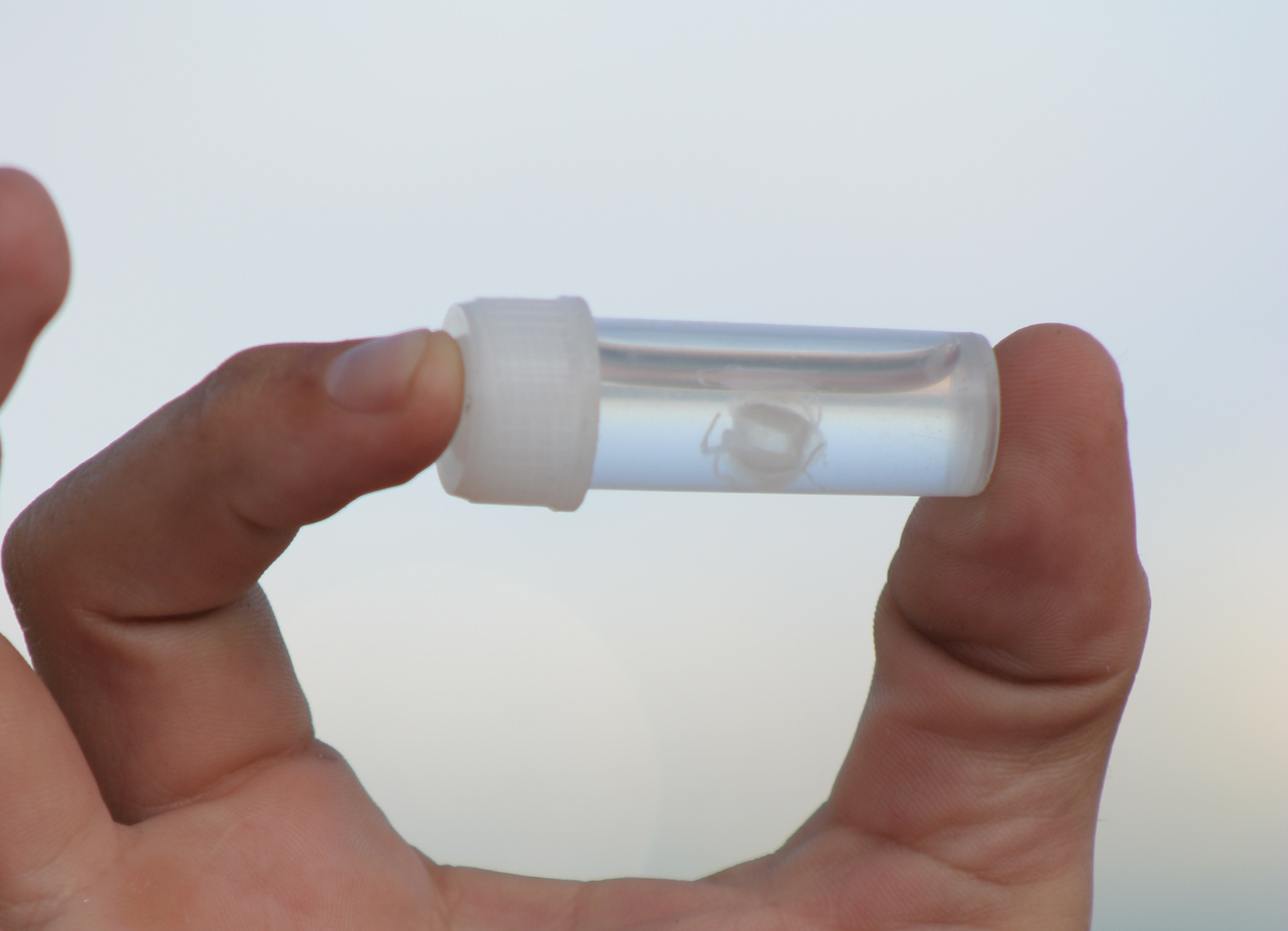
Esemplare di medusa Irukandji catturato nel Queensland, in Australia.

Alcune specie di cubozoi sono conosciute come meduse Irukandji (Carukia barnesi Southcott, 1967, Malo kingi Gershwin, 2007 e Keesingia gigas Gershwin, 2014), dal nome della sindrome che il loro contatto può scatenare. Sono meduse di piccole dimensioni ed estremamente velenose, che si trovano soprattutto presso le coste australiane.
La puntura di una medusa Irukandji causa dei sintomi che sono noti come Sindrome di Irukandji. Questi sintomi sono stati documentati per la prima volta da Hugo Flecker nel 1952 e prendono il nome dalla popolazione degli Irukandji, che vive nella zona costiera settentrionale del Cairns.
Come altre meduse, le Irukandji sono dotate di pungiglioni (nematocisti) non solo sui tentacoli (dove sono disposti a grappolo ed assomigliano a gocce d'acqua), ma anche sull'esombrella. In più, il veleno è diffuso solo a partire dalla punta delle nematocisti, piuttosto che dall'intera lunghezza. I ricercatori ritengono che il veleno possegga una forza sufficiente a stordire in modo immediato le prede delle meduse Irukandji, che sono pesci piccoli e veloci.
La cubomedusa più pericolosa è la Chironex fleckeri, che si trova nelle acque australiane. La C. fleckeri può causare la morte, ma non la Sindrome di Irukandji.

## Distribuzione e habitat
I cubozoi sono diffusi in quasi tutti gli oceani del pianeta.
Le specie velenose sono limitate alla fascia tropicale dell'Oceano Indiano e Pacifico; varie altre si trovano nell'Oceano Atlantico e nell'est, sud o nord Pacifico, come la costa nord della California, della Nuova Zelanda (Carybdea sivickisi) o del Giappone (come la Chironex yamaguchii). Nel mar Mediterraneo è presente la Carybdea marsupialis, lungo le coste del Sudafrica la Carybdea branchi.
Questa vasta distribuzione non implica grandi movimenti migratori. Tutti i cubozoi sono radicati alle coste in cui vivono, preferendo i fondali bassi e le coste della cosiddetta zona neritica, un aspetto confermato da studi filogenetici e tassonomici. L'identificazione di una stessa specie, ad esempio la Carybdea rastonii, in punti lontani come Giappone, isole Hawaii e Australia Meridionale sarebbe semmai dovuto a descrizioni imprecise, che hanno indotto ad accomunare specie diverse sotto lo stesso nome. Vi sono eccezioni, come la C. arborifera, arrivata alle Hawaii forse dall'Australia grazie a una lunga dispersione nell'oceano, e le specie del genere Alatina, molte delle quali vivono ai limiti della piattaforma continentale a centinaia di metri di profondità.
Le grandi differenze fra specie atlantiche e indo-pacifiche si possono spiegare con antiche dispersioni di specie vicarianti. La rarità dei fossili di cubozoi non aiuta a datare quando le varie famiglie si siano allontanate dall'antenato comune. I reperti datano al Cambriano medio, al Carbonifero nel caso della Anthracomedusa turnbulli Johnson & Richardson 1968, e al Giurassico superiore per la Quadrumedusina quadrata Haeckel, 1869. Considerando però l'habitat nella zona neritica, la diversificazione dei cubozoi è avvenuta probabilmente non per migrazioni, ma per lo spostamento delle placche continentali con la rottura di Pangea e il conseguente cambiamento della profondità oceanica.

## Sistematica
La tassonomia della classe è ancora oggi centro di un dibattito acceso. Tradizionalmente i cubozoi erano assimilati agli scifozoi, ma il polipo dei cubozoi così come il loro ciclo vitale sono molto diversi dagli scifozoi ed è stata quindi proposta una nuova classe. Un altro argomento a favore di avere una classe Cubozoa separata da Scifozoa è che le cubomeduse sembrano più prossime agli idrozoi per via della simmetria radiale del polipo e della totale trasformazione di quest'ultimo in medusa, una caratteristica in comune con le narcomeduse.

### Storia
La classe Cubozoa è stata considerata negli anni come minore, in quanto molte specie sono poco numerose o locali. Il risultato è stata una tassonomia spesso confusa, dovuta agli sprazzi di pochi, occasionali, studiosi.
La prima specie ad essere descritta è la Carybdea marsupialis, nel 1758 da Linneo sotto il nome di "Medusa marsupialis". La stessa specie era stata indicata nel 1739 da Jano Planco come "Urtica soluta marsupium referens". È stato solamente un secolo dopo che René Lesson aggiunse tre nuove specie alla classe: Beroe gargantua, Bursarius cythereae e la Marsupialis flagellata. Va detto che nessuna delle specie descritte da Lesson è oggigiorno identificabile con chiarezza. Reynaud aggiunse nel 1830 la specie Carybdea alata, mentre trent anni più tardi Müller registrò due ulteriori specie: la Tamoya haplonema e la T. quadrumana. Quest'ultima è stata anche la prima Chirodropida ad essere descritta, per cui fu spostata in un nuovo genus: Chiropsalmus Agassiz, 1862.
Va detto che i cubozoi erano artificialmente piazzati come specie di scifozoi e in qualche caso, come narcomeduse degli idrozoi. È stato quindi il lavoro di Ernst Haeckel che ha dato ordine ai Cubozoi, registrando 15 nuove specie e definendo una tassonomia arrivata fino ai nostri giorni. Anche se negli anni successivi altre specie sono state aggiunge all'ordine, negli ultimi tempi le uniche nuove specie identificate provengono dai mari australiani e pochi autori hanno rimesso in discussione la classificazione di Haeckel, malgrado che questa sia ormai superata dato che non è più capace di descrivere la biodiversità delle cubomeduse conosciute.

### Classificazione attuale: i due ordini
La classe dei cubozoi un tempo comprendeva un unico ordine, Cubomedusæ, a sua volta suddiviso in due famiglie: Carybdeidae e Chirodropidae. Dal 2012, l'ordine delle Cubomedusæ è assimilato a Carybdeida.
La classe Cubozoa è quindi suddivisa in due ordini monofiletici:
- Carybdeida (Caribdeidi) o Cubomedusae, con quattro tentacoli o gruppi di tentacoli.
- Chirodropida (Chirodropidi), con numerosi tentacoli fissati ad ognuno dei quattro angoli dell'ombrella.